# Kinsarvik
Kinsarvik, tidligere kommune, men i 1964 overført til Ullensvang kommune  i Vestland fylke i Norge. I dag fungerer Kinsarvik som Ullensvangs administrationscentrum, beliggende på østsiden af Sørfjorden, ca. 40 km nord for Odda. Kinsarvik har 510 indbyggere (2012). Statens kartverk har et kontor i Kinsarvik med ca. 50 ansatte.
Navnet Kinsarvik kommer fra elven Kinso, som løber ud i Kinsarvikbugten.  Navnet Kinso kommer af ordet kinn (= kind; lodret flade),  som i dette tilfælde viser til den bratte (lodrette) bjergside.

## Kinsarvik kirke
Kirken er fra sidste halvdel af 1100-tallet og har bevaret middelalderens kalkmalerier.  Den var en af de fire hovedkirker i Hordaland amt, og blev rejst over en tidligere trækirke, der nok var fra 1000-tallet. 

## Husedalen
Vandringen op gennem Husedalen lige ved Kinsarvik går forbi ikke mindre end 4 spektakulære vandfald: 
- Tveitafossen - 180 m.o.h., udbygget i 1917, men alligevel flot.
- Nyastølsfossen.
- Nykkjesøyfossen (= Nøkkens-ø-vandfaldet).
- Søtefossen, som i to fald falder 246 m - 800 m.o.h. [8]

## Trafik
Riksvei 13 går gennem Kinsarvik, der er færgeforbindelse til Utne og Kvanndal. Før Vallaviktunnelen åbnede i 1985 og sammen med færgeforbindelsen Bruravik-Brimnes overtog det meste af fjerntransporten, var Kinsarvik-Kvanndal den vigtigste færgeforbindelse for trafik over Hardangerfjorden før eller efter turen over Hardangervidda (Riksveg 7).